# Feliks Fikus

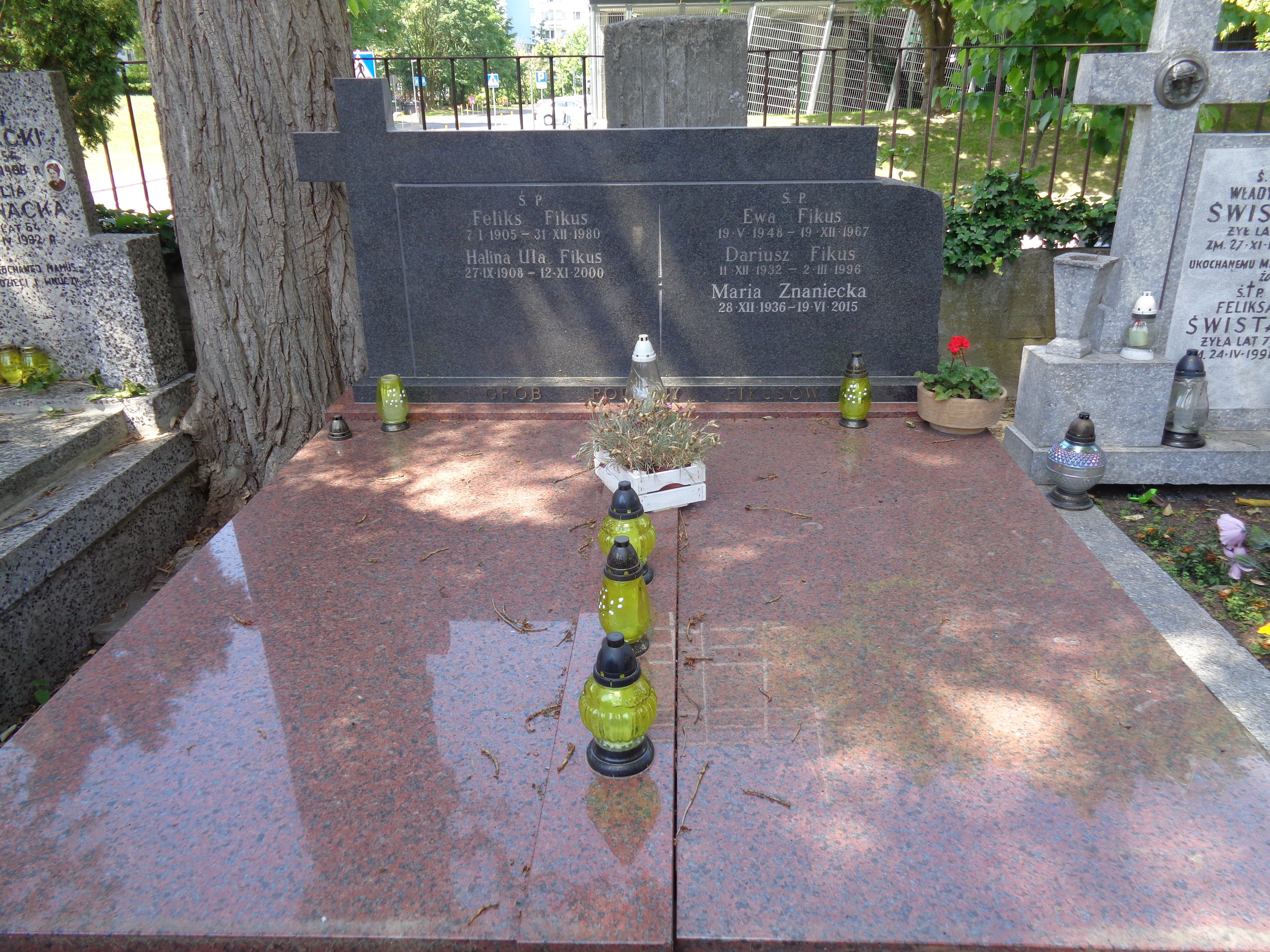
Grób rodzinny Feliksa i Dariusza Fikusów na służewskim cmentarzu przy ul. Wałbrzyskiej

Feliks Fikus (ur. 7 stycznia 1905, zm. 31 grudnia 1980) – polski dziennikarz, wydawca, ojciec Dariusza Fikusa. 

## Życiorys
W okresie międzywojennym był działaczem Młodzieży Wszechpolskiej. Podczas zamachu majowego był jednym z organizatorów Legii Akademickiej. Po powstaniu Obozu Wielkiej Polski był sekretarzem organizacji młodzieżowej na dzielnicę zachodnią. Pisał do miesięcznika „Awangarda”. Był także współwłaścicielem i redaktorem grupy pism związanych z Endecją. 
Ukończył studia filologiczne, następnie podjął studia na Wydziale Prawa Uniwersytetu Poznańskiego, z których został relegowany za działalność polityczną. 1 września 1930 został członkiem kolegium redakcyjnego „Kuriera Poznańskiego”. W 1933 roku został członkiem ścisłego kierownictwa tego pisma.
Uczestnik kampanii wrześniowej. Okupację spędził w obozie jenieckim w Lubece.
Po wojnie brał udział w organizowaniu czasopisma „Rolnik Polski”. Był też jednym z dyrektorów w Instytucie Prasy „Czytelnika”.
Pochowany na nowym cmentarzu na Służewie przy ul. Wałbrzyskiej w Warszawie.

## Publikacje
- Roman Dmowski 1864–1939. Życiorys, wspomnienia, zbiór fotografii. Poznań, 1939